# Temple mormon d'Oaxaca
Le temple mormon d’Oaxaca est un temple de l’Église de Jésus-Christ des saints des derniers jours situé à Oaxaca de Juárez, dans l’État d’Oaxaca, au Mexique. Il a été inauguré le 2 décembre 2000.